# Johann Füller
Johann Rupert Füller (* 19. März 1971 in Bruckmühl) ist Professor am Department of Strategic Management, Marketing and Tourism der Universität Innsbruck. Der ehemalige Vorstand der Münchener Innovationsagentur HYVE ist Fellow im NASA Tournament Lab an der Harvard University.

## Werdegang
Füller absolvierte ein Studium zum Maschinenbau- und Wirtschaftsingenieur. Danach erlangte er einen Master in International Business sowie ein Euro-Certificate for Engineers. Johann Füller promovierte im Fach Marketing zum Thema Community Based Innovations – Virtual Integration of Online Consumer Groups into New Product Development bei Hans Mühlbacher, LFU Innsbruck, und Eric von Hippel, MIT Sloan School of Management. Seine Habilitation erfolgte an der Universität Innsbruck zum Thema Communities as a Source of Innovation – Towards a Theory of Innovation and Virtual Co-Creation Communities. Innovation 2.0 – From Fortified Castles to Open Bazars.

## Wirken
Johann Füller erforscht das Kundenverhalten in Online Communities sowie die Nutzung von Online Communities für die Produktentwicklung. Als Gründer und Vorstand des Unternehmens HYVE berät er Unternehmen bei der Entwicklung kundenzentrierter Innovationen sowie den Themen Crowdsourcing, Innovationsmanagement und Business Excelleration. Er ist überdies Gründer und CEO Hyve Innovation Community.
Er hält Vorträge und Vorlesungen zu den Themen Open Innovation, Innovationsmanagement und virtueller Kundenintegration in die Produktentwicklung. Außerdem veröffentlichte Füller Artikel und Beiträge in den Zeitschriften Harvard Business Manager, das Journal of Business Research, das Journal of Product Innovation Management (JPIM), das Journal of Travel Research und Technovation, Marketing Science (MS), MIS Quarterly, Research Policy (RP).
Schwerpunkte der Forschungs- und Entwicklungsarbeit sind Online Innovation Communities, User Generated Content, Online Branding, Crowdsourcing, Co-Creation, Creative consumer behavior und Games with a Purpose (GwaP). Seine Forschungspartner sind Eric von Hippel, Kurt Matzler, Martin Spann und Gerard Tellis.

## Publikationen
- Kurt Matzler, Todd. A. Mooradian, Johann Füller, Markus Anschober: Unlocking laggard markets: innovation without high tech. In: Journal of Business Strategy, 2014, S. 19–25.
- Johann Füller, Julia Hautz, Katja Hutter, Carina Thürridl: Let users generate your video ads? The impact of video source and quality on consumers‘ perceptions and intended behaviors. In: Journal of Interactive Marketing, 2013.
- Johann Füller, Roland Schroll, Eric von Hippel: User generated brands and their contribution to the diffusion of user innovations. In: Research Policy, May 2013.
- Johannes Gebauer, Roland Füller, Roland Pezzei: The Dark and the Bright Side of Co-creation: Triggers of member behavior in online innovation communities. Journal of Business Research Special Issue on Virtual Dialogue (Jourqual: B; SSCI 5-Year Impact Factor: 2.484), 2013.
- Kurt Matzler, Christopher Grabher, Jürgen Huber, Johann Füller: Predicting New Product Success with prediction markets in online communities. R&D Management Conference, 2013.
- Michael Bartl, Johann Füller, Hans Mühlbacher, Holger Ernst: A Manager’s Perspective on Virtual Customer Integration for New Product Development. Journal of Product Innovation Management (Jourqual: A; SSCI 5-Year Impact Factor: 3.626), 2012.
- Johann Füller, Julia Hautz, Katja Hutter, Carina Thürridl: Let Users Generate the Ad? The Impact of Content Source and Quality on Consumers’ Perception and Intended Behavior. Submitted to Journal of Interactive Marketing for 2nd Review, 2012.